# رأس للة حضرية
رأس لِلَّة حَضْرِيَّة هو رأس ساحلي بشرقي جزيرة جربة التونسية. أقرب مدن الجزيرة إليه هي ميدون.
| رأس للة حضرية |